# Les poèmes d'un Maudit
Les poèmes d’un Maudit è l’unica silloge del poeta tunisino di origini siculo-maltesi Mario Scalesi, apparsa postuma nel 1923 a Parigi.
La raccolta è stata poi pubblicata in diverse lingue, consolidando la reputazione dell'autore come iniziatore della letteratura nordafricana di espressione francese, oltre che tra i più rilevanti poeti tunisini in lingua francese del Novecento. La prima edizione in italiano dell’opera è uscita nel 1997, con testo francese a fronte, tradotta da Salvatore Mugno, che ne ha successivamente curato altre due (2006, 2020), di cui la più recente ampiamente riveduta e arricchita.

## Descrizione
La raccolta dipana, nella sua parte iniziale, una sorta di autobiografia in versi, raccontando di varie figure della famiglia dell’autore (il padre, la madre, una sorellina) e di alcune sue vicende personali o relative al suo contesto sociale, aprendosi via via alla realtà tunisina, araba e musulmana (di cui rappresenta e canta siti, episodi storici, atmosfere, personaggi, costumi e cultura), a temi più generali e universali, di carattere politico, religioso, filosofico, storico e letterario. 
Molte sono le sue poesie in cui campeggiano figure di donne e il tema dell’amore. 
Potenti sono anche alcuni suoi poemi dedicati al mondo del lavoro e al riscatto delle masse indigenti e reiette, non soltanto tunisine e africane (ad. es., L’épopée du pauvre e Ode à l’argent). Ecco il brano conclusivo di quest’ultima:
C’est toi l’amour, c’est toi l’espérance, c’est toi 
La gloire, le bonheur, la science, la foi, 
Et l’honneur de la femme et l’équité du juge. 
À combien la Patrie? À combien les lauries?
À combien, mon enfant, la pudeur de ta mère? 
Ô poète, à combien ta plus noble chimère? 
À combien les serments de l’Épée, ô guerriers?
Il est doux de penser que ce troupeau s’achète, 
Que ce bétail se vend;
Les hommes, orgueilleux que la bêtise allaite, 
Les femmes au regard charnel et décevant.
C’est pourquoi, te sachant intangible au blasphème, 
Ô Dieu qui sur la terre es épars et souris, 
Ô Mammon souverain, je te chante, et je t’aime 
De toute ma révolte et de tout mon mépris.»
(Ode à l’argent, in Les poèmes d’un Maudit. Le poesie di un Maledetto, 2020, p. 174)
sei tu l’amore, la speranza, sei tu 
la gloria, la felicità, la scienza e la fede,
l’onore della donna e l’equità del giudice.
A quanto la Patria? A quanto gli allori?
A quanto, figlio mio, il pudore di tua madre?
O poeta, a quanto la tua più nobile chimera?
A quanto i giuramenti della Spada, o combattenti?
Conforta sapere che questa greggia ha un prezzo, 
che è bestiame in vendita:
gli uomini, orgogliosi che l’imbecillità nutre, 
le donne dallo sguardo languido e ingannevole.
Poiché ti so inespugnabile dalla bestemmia, 
o Dio che sulla terra, disseminato, sorridi, 
o Mammona sovrano, io ti canto e ti amo 
con tutta la mia ribellione, con tutto il mio disprezzo.»
(Ode al denaro, in  Les poèmes d’un Maudit. Le poesie di un Maledetto, 2020, p. 175)
Altri suoi versi si spingono fino a trattare e, talvolta, anticipare le angosce e le follie del Novecento e del nostro tempo (si vedano: Le veau d’or, Les naufragés, Cannibalisme, Le fossoyeur, Le stigmate, Vers l’abattoir, Ballade de la morte, Aux morts ignorés, Plus tard, Les rois, De profundis, Le printemps qui saigne, L’océan, La Vision de Barberousse).
L’Œuvre complète (2002) include, complessivamente, centonove testi poetici. Tutte le altre edizioni ne contengono soltanto una parte.    
Il titolo dell’opera, asciutto, quasi distaccato, fu stabilito dallo stesso poeta, il quale, poco tempo prima di morire, ordinò le sue poesie per farne un libro, mentre la sua ripartizione in tre sezioni (Les poèmes d’un Maudit, Poèmes d’Orient e Poèmes de Guerre) fu decisa dai curatori della prima edizione (1923).
Nei suoi componimenti, Scalesi richiama e si confronta con molti “classici” della letteratura, soprattutto quella francese: dal parnassiano Heredia al “purista” Gautier, dal virtuoso Hugo al “sentimentale” Musset, da Baudelaire a Leconte de Lisle, da Vigny a Gabriele D’Annunzio, cercando e individuando la propria strada e il proprio stile.

## Edizioni

### In lingua francese
- Les Poèmes d’un Maudit, a cura della Société des Écrivains de l’Afrique du Nord, Parigi, Les Belles Lettres, 1923.[5]
- Poèmes d’un Maudit, prefazione di J. Durel e una composizione di P. Boucherle, Tunisi, La Kahéna, 1930.
- Les Poèmes d’un Maudit, con un ritratto del poeta di A. Fichet, Tunisi, Saliba & C., 1935.
- Les Poèmes d’un Maudit, con una nota di A. Bannour e presentazione di Y. Fracassetti Brondino, Tunisi, Mario Scalési & Abel Krandöf, 1996.
- Œuvre complète. Mario Scalesi, précurseur de la littérature multiculturelle au Maghreb, a cura di A. Bannour e Y. Fracassetti Brondino, Parigi, Publisud, 2002.

### In lingua italiana
- Les Poèmes d’un Maudit. Le Liriche di un Maledetto. La poesia mediterranea di un italiano di Tunisi, traduzione, saggio introduttivo e cura di S. Mugno, presentazione di Renzo Paris, con un contributo di Y. Fracassetti Brondino e una nota di D. Grammatico, Palermo, Isspe, 1997.
- Les Poèmes d’un Maudit. Le Liriche di un Maledetto, traduzione, introduzione e cura di S. Mugno, Mercato S. Severino (SA), Edizioni Il Grappolo, 2006.
- Les poèmes d’un Maudit. Le poesie di un Maledetto, nuova edizione riveduta e ampliata, traduzione, saggio introduttivo e cura di S. Mugno, Massa, Transeuropa, 2020.[6]

### In lingua araba
- Poesie dal cuore dell’inferno, «Nizwa», Mascate (Oman), n. 43, luglio 2005, pp. 18-28 (in arabo classico). Contiene diverse poesie o brani di composizioni tratte da Les Poèmes d’un Maudit, tradotte da Mohamed Lotfi Yousfi all’interno di un suo corposo articolo.
- Les Poèmes d’un Maudit, traduit en langue tunisienne par Hédi Balegh, Tunisi, Artypo, 2010 (in arabo tunisino, con testo francese a fronte).

### In lingua inglese
- Marius Scalesi, J. Blin-Lefebvre, con un’introduzione di F. Cunen, (Société Littéraire du Maine, 19 novembre 1972), «Journal of the Faculty of Arts», Royal University of Malta, 1975, volume 6, n. 2, pp. 226- 251. Contiene diciannove poesie tradotte da Roger E. R. Robinson, con testo francese a fronte, poste in calce all’articolo.[7]

### In lingua spagnola
- Los poemas de un maldito, Edición, prológo y traducción de Adrián Fernández Burló, Edición bilingüe, Ediciones Lo Desconocido, 2023, 318 pp.